# الالتهاب المفصلي اليفعي الجهازي مجهول السبب
الالتهاب المفصلي اليفعي الجهازي مجهول السبب (بالإنجليزية: Systemic onset juvenile idiopathic arthritis أو systemic juvenile idiopathic arthritis)‏ أو كما كان يسمى سابقا التهاب المفاصل الروماتويدي اليفعي الجهازي (بالإنجليزية: systemic onset juvenile rheumatoid arthritis)‏ أو داء ستيل البادئ في اليافعين أو باختصار داء ستيل (بالإنجليزية: Still's disease)‏ هو أحد أنواع الالتهاب المفصلي الروماتويدي اليفعي لكنه يمتاز بمظاهر إضافية غير مفصلية مثل الطفح الجلدي والحمى والتي تمثل جزءاً من التهاب المفاصل.
تطلق تسمية «داء ستيل البادئ في اليافعين» لتمييز المرض عن داء ستيل البادئ في البالغين، لكن بعض الأدلة تشير إلى أن المرضين متعلقين ببعضهما.

## الانتشار
يمثل حوالي 10٪ إلى 20٪ من مجموع الالتهاب المفصلي الروماتويدي اليفعي. يصيب هذا المرض الذكور والإناث بالتساوي، كما يصيب المراهقين. كما يصيب المفاصل الكبيرة والصغيرة.

## الأعراض والعلامات
من أبرز المظاهر غير المفصلية الحمى والطفح وضخامة الكبد والطحال وتضخم العقد اللمفية وفقر الدم. ومن المظاهر الأخرى التي يمكن ملاحظتها التهاب الجنبة والتهاب التامور والتهاب العضلة القلبية والتهاب الغشاء البطني المصلي، وكذلك التهاب المصلية والتهاب الكبد والتهاب زليل الوتر.
يمتاز التهاب المفاصل الروماتويدي اليفعي الجهازي بوجود الحمى مع التهاب المفاصل الذي يكون متعدد المفاصل مع طفح جلدي، يصعب التشخيص أحيانا لكون الطفح والحمى تأتي وتذهب. تحدث الحمى مرة أو مرتين في اليوم، وغالبا في فترة العصر أو المساء ثم تعود درجة الحرارة تلقائيا إلى المعدل الطبيعي، بخلاف التهاب المفاصل الإنتاني حيث أن الحمى مستمرة. أما الطفح فيصاحب الحمى ويكون على شكل بقع منفصلة عن بعضها سلمونية اللون ذات أحجام مختلفة، وتنتقل هذه البقع في أماكن مختلفة ونادرا ما تستقر في المكان ذاته لأكثر من ساعة. أما الأماكن التي يحدث فيها الطفح عادة فهي الجذع وبدايات الأطراف.
يرتبط تعدد أشكال عامل تثبيط هجرة البلاعم بهذه الحالة.

## التشخيص
عادة ما تكون فحوص عامل الروماتويد وأضداد النوى سلبية، أما الفحوص المختبرية الأخرى فتظهر كثرة العدلات وكثرة الصفيحات وفقر دم الأمراض المزمنة وارتفاع في بروتينات الطور الحاد (سرعة ترسب الدم والفيريتين والبروتين المتفاعل-C).

## العلاج
اختبرت أدوية مختلفة في علاج المرض مثل القشرانيات السكرية وميثوتركسيت وآناكينرا وتوسيليزوماب، وقد أظهر آناكينرا أنه يمكنه التخلص من المظاهر السريرية للمرض في حوالي 87٪ من المرضى. كما أنه يؤدي إلى الهدأة في حوالي نصف المرضى المقاومين للكورتيكوستيرويدات. وأظهرت نتائج دراسة أخرى أن نصف المرضى يستجيبون لآناكينرا. أما كاناكينوماب، وهو جسم مضاد لإنترلوكين 1 بيتا، فيوصف للمرضى للذين لا يستجيبون للعلاجات الأخرى.

## سير المرض
يمكن أن تتطور 25٪ من الحالات إلى التهاب مفاصل مخرب شديد. تقدر حالات الوفاة بسبب المرض في الولايات المتحدة وكندا بحدود 4٪ أما في أوروبا فتقدر بحدود 21.7٪.

## التاريخ
يحمل المرض اسم داء ستيل وهو اسم الطبيب الإنكليزي جورج فريدريك ستيل (1861–1941). ويعد إريك بايواترز أول من ميز المرض في عام 1971.